# 泰济耶
泰济耶（法語：Théziers，法語發音：[tezje]）是法国加尔省的一个市镇，位于该省东部，属于尼姆区。该市镇总面积11.34平方公里，2009年时的人口为1032人。

## 交通
加尔省省道D19线和D108线在境内交汇。

## 人口
泰济耶人口变化图示